# P-19 Danube
P-19 Danube (mã định danh GRAU: 1RL134, mã định danh NATO: Flat Face B) là một loại radar cảnh giới kiêm giám sát mục tiêu do Liên Xô chế tạo và phát triển. Đây là loại radar hoạt động trên tần số UHF, có tầm quét 260 km và có thể quay 360 độ, có khả năng phát hiện số lượng lớn các mục tiêu tầm thấp. Chúng thường được trang bị trong các đại đội ra đa tầm thấp, trung đội ra đa độc lập thuộc quân chủng Phòng không. Ngoài ra, chúng còn có thể làm nhiệm vụ đài trinh sát và chỉ thị mục tiêu tầm thấp trong tổ hợp tên lửa phòng không S-125.

## Lịch sử chế tạo
P-19 được xem là một biến thể nâng cấp của loại radar cảnh giới P-15 Tropa

## Các quốc gia sử dụng
- Liên Xô - đã chuyển cho các quốc gia thành viên
- Việt Nam